# Braniște (Podari), Dolj
Braniște este un sat în comuna Podari din județul Dolj, Oltenia, România.

## Istorie
Aici, se află una dintre cele mai importante mănăstiri din județul Dolj, și anume Mănăstirea Jitianu.
Mircea cel Bătrân a construit aici prima biserică în memoria celor căzuți la Rovine. Aici a mai fost înființată de către domnitorul Cuza prima școală de agricultură.

## Poziția geografică
Se află la sud de municipiul Craiova pe malul drept al râului  Jiu. Se învecinează la nord cu Craiova, la vest cu râul Jiu, la sud-est cu  Balta Verde și la sud cu Podari.